# Inflacja tłumiona
Inflacja tłumiona – inflacja, którą charakteryzują przymusowe oszczędności wywołane niedostateczną podażą w stosunku do efektywnego popytu. Wzrost cen jest tłumiony odgórnie. Synonimem inflacji tłumionej jest inflacja zasobowa, odłożona, odroczona. 
Etapy inflacji tłumionej:
Etap 1. Rynek sprzedawcy - przyspieszenie wyczerpywania poziomu zapasów rynkowych.
Etap 2. Wymuszona substytucja wartości użytkowych - utrzymujące się braki rynkowe wymuszają na nabywcach zakup dóbr o podobnych do poszukiwanych przez nich wartościach użytkowych.
Etap 3. Oszczędności przymusowe (luka inflacyjna) - wskutek całkowitego braku możliwości nabycia określonych wartości użytkowych bądź też rezygnacji z zajmowania miejsca w kolejce ze względu na preferowanie wolnego czasu i brak gwarancji realizacji zamierzonego zakupu.
Etap 4. Deformacja w funkcjonowaniu sieci handlu (czarny rynek, w Polsce także oficjalny rynek równoległy w sklepach tzw. eksportu wewnętrznego oraz komercyjnych, których wysokich cen nie uwzględniano w statystykach) - ten etap bezpośrednio powoduje rzeczywisty wzrost cen płaconych przez nabywców, chociaż ich oficjalny poziom mógł do tej pory nadal nie drgnąć.
Etap 5. Dezorganizacja rynku (tzw. masowy wykup towarów) - w Polsce etap ten wystąpił w 1981 oraz 1989.
Etap 6. Reglamentacja sprzedaży (może zacząć pojawiać się we wcześniejszych etapach, także jako spontaniczna inicjatywa oddolna).